# Jean-Luc Thérier
Jean-Luc Thérier (ur. 7 października 1945 w Hodeng-au-Bosc, zm. 31 lipca 2019 w Neufchâtel-en-Bray) – francuski kierowca wyścigowy i rajdowy.

## Kariera
Thérier rozpoczął karierę w międzynarodowych wyścigach samochodowych w 1967 roku od startu w klasie P 1.15 24-godzinnego wyścigu Le Mans, gdzie uplasował się na drugiej pozycji w swojej klasie, zaś w klasyfikacji generalnej był 23. Rok później odniósł zwycięstwo w klasie 1.3. W późniejszych latach Francuz pojawiał się także w stawce World Challenge for Endurance Drivers.
Thérier startował także w Rajdowych Mistrzostwach Świata WRC w latach 1973-1984. Ma w dorobku pięć zwycięstw: w Rajdzie Portugalii 1973, Rajdzie Akropolu 1973, Rajdzie San Remo 1973, Rajdzie Press-on-Regardless 1974 oraz w Rajdzie Korsyki 1980. Był kierowcą, który zdobył najwięcej punktów w sezonie 1973 Rajdowych Mistrzostw Świata.